# في رايزينغ
في رايزينغ (بالإنجليزية: V Rising)‏ هي لعبة بقاء  قادمة من تطوير ستوديو ستون لوك، أعلن عن اللعبة لأول مرة في 5 مايو 2021 ومن المقرر أن تصدر على منصة مايكروسوفت ويندوز.